# Bataille de Panion
Guerres de Syrie
La bataille de Panion ou bataille de Paneion se déroule en 200 av. J.-C. durant la cinquième guerre de Syrie entre l'armée séleucide d'Antiochos III et l'armée lagide. La victoire écrasante d'Antiochos III lui permet d'occuper la Cœlé-Syrie.

## Contexte

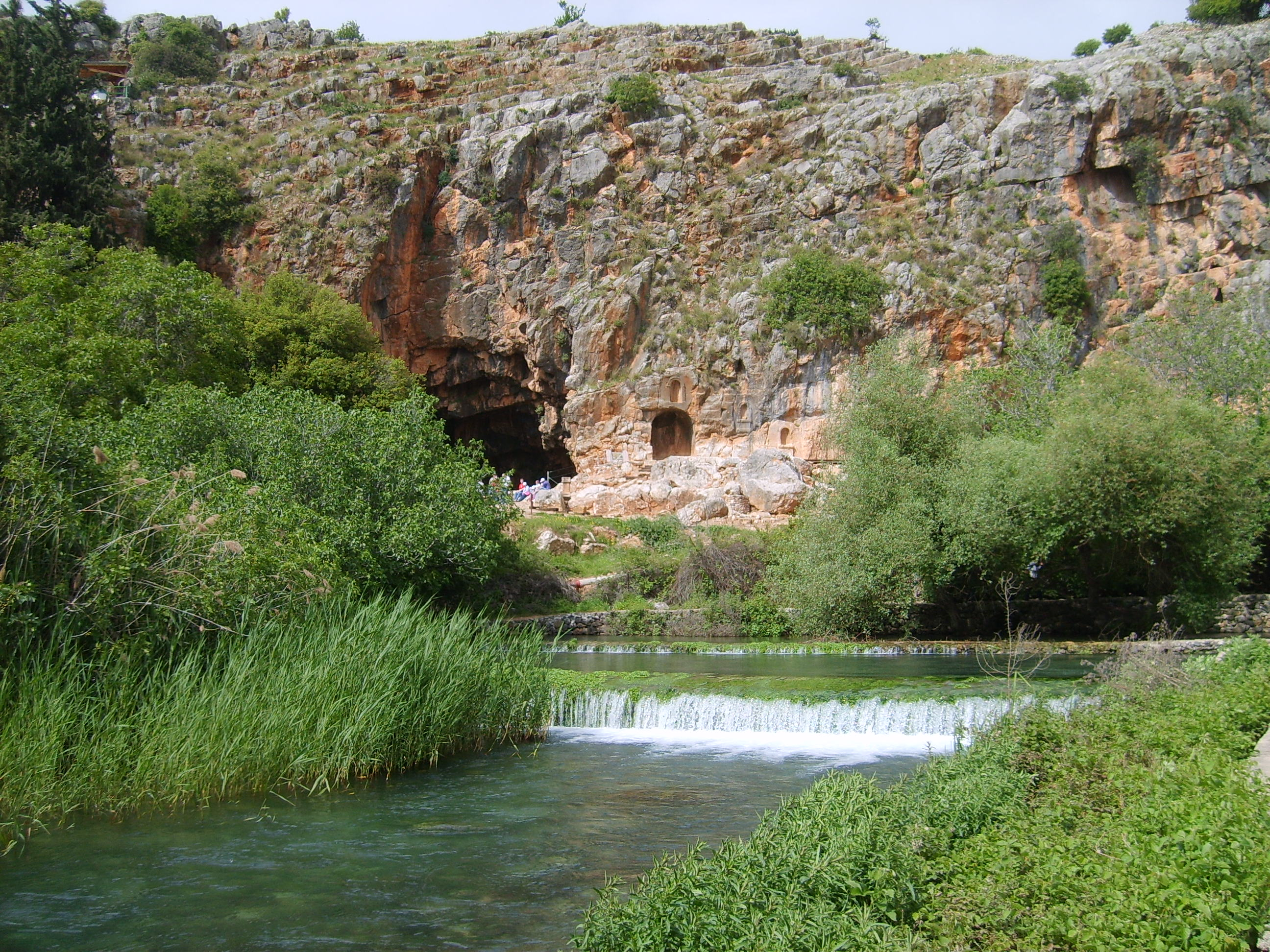
Source de la rivière Banias, l'un des principaux affluents du Jourdain. En arrière-plan, la grotte de Pan, dans laquelle la rivière prenait sa source dans l'Antiquité jusqu'à ce qu'un tremblement de terre la bloque.

Antiochos III cherche à prendre sa revanche sur l'Égypte lagide après avoir été vaincu en 217 av. J.-C. à la bataille de Raphia, ayant réalisé entre-temps la reconquête des Hautes satrapies d'Asie. Aussi profite-t-il de la mort prématuré de Ptolémée IV et de la montée sur le trône d'un enfant de cinq ans, jouet de ses ministres, Ptolémée V, pour déclencher la cinquième guerre de Syrie (201-195).
La bataille se déroule près de Panion, actuel Banyas, dans le plateau du Golan près des sources du Jourdain.

## Déroulement
L'armée séleucide est dirigée  par Antiochos III en personne, tandis que l'armée lagide est dirigée par le stratège mercenaire Scopas d'Étolie. Les effectifs de l'armée ptolémaïque sont évalués à 70 000 soldats dont 30 000 colons macédoniens et 5 000 cavaliers ; Scopas amène avec lui 6 000 thuréophores étoliens. Le déroulement de la bataille est connu grâce à Polybe qui fonde son récit sur un dénommé Zénon de Rhodes, tout en en pointant les incohérences de son compte-rendu.
L'ordre de bataille adopté par Scopas est le suivant : l'aile droite, au pied de la montagne, est occupée par la phalange avec quelques cavaliers ; l'aile gauche, dont la cavalerie, s'étend dans la plaine. L'armée lagide est renforcée de nombreux mercenaires étoliens, réputés pour leur combativité. Antiochos III, envoie le matin des troupes s'emparer dans la montagne de positions qui dominent l'adversaire, et lui-même, à l'aube, fait franchir le fleuve à ses troupes pour les ranger en ordre en bataille dans la plaine, entre les deux camps. Sa phalange, suivant une seule ligne droite, fait face au centre adverse ; la moitié de la cavalerie se tient à l'aile gauche de la phalange et l'autre à l'aile droite, où se trouvent aussi réunis les cataphractaires, sous les ordres de son fils Antiochos le Jeune. Les éléphants sont placés devant la phalange à intervalles réguliers, accompagnés de cavaliers légers dits « Tarentins », commandés par Antipater. Il remplit les espaces laissés libres entre les éléphants avec des archers et des frondeurs, et s'établit en personne avec la cavalerie des Compagnons et sa Garde (agéma) derrière les éléphants.
Les cataphractaires chargent tout à coup la cavalerie des Étoliens, la mettent en fuite et la poursuivent. Dans le même temps, les phalanges se livrent un combat acharné. Polybe fait remarquer que le récit de Zénon oublie de mentionner que les éléphants séleucides sont censés être placés devant la phalange. Toujours est-il que la phalange séleucide plie sous les « agiles manœuvres » des Étoliens, et commence à battre en retraite. C'est alors que les éléphants entrent en action et foncent sur leurs adversaires. Une terrible mêlée s'engage. Par ailleurs, Zénon ne mentionne par ce qu'il advient d'Antiochos III et de sa cavalerie. Quand soudain, Antiochos le Jeune réapparait sur le champ de bataille, attaquant les arrières de la phalange lagide. Scopas perd alors tout espoir de victoire et bat en retraite.
Certains commentateurs bibliques considèrent que c'est cette bataille qui est évoquée dans le Livre de Daniel : « Alors le roi du Nord viendra construire des rampes de siège et capturera une ville fortifiée ».

## Conséquences
La victoire à Panion permet à Antiochos III de conquérir la Samarie et la Cœlé-Syrie. Le gouverneur de cette dernière province trahit les Lagides et conserve son poste au titre de « stratège et archiprêtre ». À Jérusalem les Juifs l’aident ensuite à s’emparer de la citadelle encore aux mains des troupes lagides.
Tournant tactique, la bataille de Panion valide l'emploi des cavaliers cataphractaires qui deviennent dès lors un élément prépondérant de l'armée séleucide.

## Sources antiques
- Polybe, Histoires [détail des éditions] [lire en ligne], XVI, 17-18.